# Raitenbuch
Raitenbuch est une commune de Bavière (Allemagne), située dans l'arrondissement de Weißenburg-Gunzenhausen, dans le district de Moyenne-Franconie.

## Histoire
Une famille noble qui prit son nom du lieu sortit en 1333. En 1469 les princes-évêques de Eichstätt ont acquis un ancien château, une maison de l'étang avec le mur et les douves. Les princes-évêques ont construit le château du XVIIIe siècle et l'ont utilisé comme un pavillon de chasse. L'usine est maintenant la propriété privée. La première église de Raitenbuch existait probablement déjà autour de l'an 1000. L'église actuelle a été construite en 1900 dans le style néo-gothique.